# Departamento de Tahoua
Tahoua es un departamento situado en la región de Tahoua, de Níger. En diciembre de 2012 presentaba una población censada de 432 659 habitantes. Está formado por las siguientes comunas o municipios, que se muestran asimismo con población de diciembre de 2012:
- Affala 68,225
- Bambèye 112,962
- Barmou 43,856
- Kalfou 111,274
- Takanamat 44,049
- Tébaram 52,293[1]